# Age of Speed 2
Age of Speed 2 es un videojuego de carreras de 2009 desarrollado por Silent Bay Studios y publicado por Miniclip para navegador. Es la segunda entrega de la serie Age of Speed.

## Jugabilidad
El jugador debe ser lo más rápido posible para ganar la carrera cósmica. El jugador puede elegir uno de los cuatro vehículos disponibles, cada uno con un diseño y color únicos.
Una vez que el jugador elija el vehículo, el juego cargará el nivel y comenzará. Hay cuatro carreras, ya que el juego está en modo de progreso y el jugador debe clasificarse para cada una de ellas ganando la última. Las carreras son diferentes en las pistas; sin embargo, el diseño es casi el mismo: el jugador corre a través del espacio profundo rodeado de meteoritos y varios planetas como Saturno, Mercurio, Marte y Urano.
El jugador controla su vehículo con las teclas de flecha y el botón X para usar sus bonificaciones. Todos los bonos se recogen de la pista mientras se conduce. El jugador debe atravesarlos para recogerlos y usarlos con el botón X.
Hay cuatro tipos de bonificaciones. Uno son solo puntos que el jugador puede acumular, mientras que los otros tres son armas y defensa. Pueden elegir escudo, rayo o misil. El escudo puede protegerlos de misiles y rayos, mientras que el misil puede dispararse al coche de delante. El misil apunta directamente al oponente que está delante y lo ralentiza durante unos segundos, y el rayo es una poderosa carga eléctrica que ralentizará a todos los que están alrededor del jugador para que pueda tomar la primera posición. El jugador puede usarlo antes de los saltos para que su oponente se salga de la pista y pierda algo de tiempo.
Cuando finaliza una carrera, aparece un formulario de envío en caso de que el jugador quiera compartir su puntuación más alta en los foros del sitio web de Miniclip. El jugador puede simplemente cerrarlo y ver la información sobre la carrera. Pueden ver el nombre de la carrera, en este caso, un planeta, su puntuación total, puntuación de bonificación y velocidad media. Luego, el jugador puede continuar a la siguiente carrera.
Como se mencionó anteriormente, hay cuatro autos entre los que el jugador puede elegir. Todos ellos tienen características similares. Las pistas incluyen muchos saltos que, si se fallan, se reiniciará el auto y se perderá posición y tiempo. Una mejor posición le da al jugador más puntos.